# 巴韋雷納
巴韋雷納是危地馬拉的城鎮，由聖羅薩省負責管轄，位於該國南部，始建於1879年，面積294平方公里，海拔高度1,069米，是農產品的貿易中心，2002年人口38,912。
14°19′N 90°22′W / 14.317°N 90.367°W